# Оуен (окръг, Кентъки)
Окръг Оуен (на английски: Owen County) е окръг в щата Кентъки, Съединени американски щати. Площта му е 917 km², а населението - 10 547 души (2000). Административен център е град Оуентън.